# Комбе (Торино)
Комбе је насеље у Италији у округу Торино, региону Пијемонт.
Према процени из 2011. у насељу је живело 20 становника. Насеље се налази на надморској висини од 571 м.